# IRRI駅
IRRI駅はフィリピン国鉄南方本線のフラッグストップ駅。
ラグナ州ロスバニョスのPili Driveという通りにある国際稲研究所の正門近くにある。
カランバ駅以降のロスバニョス地区までの延伸工事を行い2019年12月1日に開通した。

## 註釈
1. ↑  “PNR extends line to Los Baños”. CNN Philippines. 2020年1月16日閲覧。
2. ↑  “国鉄南線延伸で５駅新設、日本製車両採用”. NNA ASIA (2019年12月6日). 2020年6月9日閲覧。